# South Renovo, Pennsylvania
South Renovo là một thị trấn thuộc quận Clinton, tiểu bang Pennsylvania, Hoa Kỳ. Năm 2010, dân số của thị trấn này là 439 người.